# Niklas Moisander
Niklas Moisander (Turku, 29 september 1985) is een Finse voetballer die doorgaans speelt als centrale verdediger. In juli 2021 verruilde hij Werder Bremen voor Malmö FF. Moisander debuteerde in 2008 in het Fins voetbalelftal, waarvan hij later aanvoerder werd.

## Clubcarrière

### TPS Turku
Moisander speelde in de jeugd van TPS Turku voordat hij de overstap maakte naar diens eerste elftal. In dit eerste elftal zou hij zeventien wedstrijden spelen. Acht in het seizoen 2002 en negen in het seizoen 2003.

### Ajax (eerste periode)
Moisander verwisselde, samen met zijn tweelingbroer, doelman Henrik, TPS Turku eind 2003 voor Ajax. Beide Finnen kwamen niet tot een debuut bij de Amsterdamse formatie.

### FC Zwolle
FC Zwolle schotelde hem in 2006 een contract voor twee jaar voor. Moisander ging akkoord. Dat contract werd halverwege het seizoen 2007/08 opengebroken en verlengd met een jaar. In totaal speelde Moisander 71 competitieduels voor FC Zwolle, waarin hij in totaal vijf doelpunten maakte.

### AZ
Moisander voetbalde vanaf het seizoen 2008/09 voor AZ. Hij tekende een contract bij de Alkmaarse ploeg tot medio 2014. In de loop van het seizoen groeide hij uit tot een vaste waarde in het elftal.

### Ajax (tweede periode)
Op 20 augustus 2012 kwamen AZ en Ajax overeen over een transfer naar de Amsterdamse club voor drie seizoenen, tot en met 30 juni 2015. Moisander werd op de volgende dag door Ajax officieel gecontracteerd. Met de transfer is een onbekend bedrag ruim boven de door de media genoemde € 3.2 miljoen gemoeid. Tijdens zijn debuut voor Ajax op 25 augustus 2012, tegen NAC Breda, thuis in de Amsterdam Arena scoorde Moisander 2-0 uit een corner. Later in het seizoen maakte hij doelpunten in de UEFA Champions League tegen Real Madrid en Manchester City.
Na een blessure van aanvoerder Siem de Jong en het vertrek van Toby Alderweireld naar Atlético Madrid was Moisander op 1 september 2013 uit bij FC Groningen de aanvoerder van Ajax. Op 22 september 2013 speelde Moisander zijn 50e officiële wedstrijd in dienst van Ajax. uit bij PSV die met 4-0 werd verloren.
Op 4 november 2013 speelde Moisander mee in een wedstrijd van Jong Ajax in de Jupiler League uit tegen Helmond Sport waar met 3-2 werd verloren. Moisander speelde 60 minuten mee om ritme op te doen na een blessure die hem een maand aan de kant hield.
In een Eredivisiewedstrijd op 5 februari 2015 thuis tegen zijn oude club AZ speelde Moisander zijn 100ste officiële wedstrijd in dienst van Ajax. Hiermee werd Moisander de 153ste Ajacied die deze mijlpaal wist te bereiken. In diezelfde wedstrijd werd Moisander na een uur spelen met een rode kaart van het veld gestuurd. Moisander zou uiteindelijk tot 105 officiële wedstrijden komen voor het eerste van Ajax.

### Sampdoria
Moisander tekende op 25 maart 2015 een driejarig contract bij Sampdoria, dat inging op 1 juli van dat jaar. Hij ging hier ongeveer twee miljoen euro per jaar verdienen. Hij speelde één seizoen voor de Italiaanse club, waarmee hij dat seizoen op de vijftiende plaats in de Serie A eindigde. Hij kwam in die tijd zelf tot 22 competitiewedstrijden en één duel in de Coppa Italia.

### Werder Bremen
Moisander tekende in juli 2016 een contract tot medio 2019 bij Werder Bremen, de nummer dertien van de Bundesliga in het voorgaande seizoen. Zijn officiële debuut volgde op 21 augustus 2016 in een uitwedstrijd voor de DFB-Pokal tegen Sportfreunde Lotte, dat toen actief was in de 3. Liga. Werder Bremen verloor deze wedstrijd met 2-1.

### Malmö FF
Na het aflopen van zijn verbintenis in juli 2021 tekende Moisander bij Malmö FF.

## Clubstatistieken

### Beloften
| Seizoen | Club      |                    | Competitie     | Competitie | Competitie |
| Seizoen | Club      | Wed.               | Competitie     | Dlp.       |            |
| ------- | --------- | ------------------ | -------------- | ---------- | ---------- |
| 2013/14 | Jong Ajax | Vlag van Nederland | Eerste divisie | 1          | 0          |
| Totaal  | Totaal    | Totaal             | Totaal         | 1          | 0          |

### Senioren
| Seizoen        | Club           |                    | Competitie     | Competitie | Competitie | Beker | Beker | Internationaal1 | Internationaal1 | Overig2 | Overig2 | Totaal | Totaal |
| Seizoen        | Club           | Wed.               | Competitie     | Dlp.       | Wed.       | Dlp.  | Wed.  | Dlp.            | Wed.            | Dlp.    | Wed.    | Dlp.   |        |
| -------------- | -------------- | ------------------ | -------------- | ---------- | ---------- | ----- | ----- | --------------- | --------------- | ------- | ------- | ------ | ------ |
| 2002/03        | TPS Turku      | Vlag van Finland   | Veikkausliiga  | 8          | 0          | 0     | 0     | 0               | 0               | —       | —       | 8      | 0      |
| 2003/04        | TPS Turku      | Vlag van Finland   | Veikkausliiga  | 9          | 0          | 0     | 0     | 0               | 0               | —       | —       | 9      | 0      |
| Clubtotaal     | Clubtotaal     | Clubtotaal         | Clubtotaal     | 17         | 0          | 0     | 0     | 0               | 0               | 0       | 0       | 17     | 0      |
| 2004/05        | Ajax           | Vlag van Nederland | Eredivisie     | 0          | 0          | 0     | 0     | 0               | 0               | 0       | 0       | 0      | 0      |
| 2005/06        | Ajax           | Vlag van Nederland | Eredivisie     | 0          | 0          | 0     | 0     | 0               | 0               | 0       | 0       | 0      | 0      |
| Clubtotaal     | Clubtotaal     | Clubtotaal         | Clubtotaal     | 0          | 0          | 0     | 0     | 0               | 0               | 0       | 0       | 0      | 0      |
| 2006/07        | FC Zwolle      | Vlag van Nederland | Eerste divisie | 34         | 1          | 1     | 0     | —               | —               | —       | —       | 35     | 1      |
| 2007/08        | FC Zwolle      | Vlag van Nederland | Eerste divisie | 37         | 4          | 4     | 0     | —               | —               | —       | —       | 41     | 4      |
| Clubtotaal     | Clubtotaal     | Clubtotaal         | Clubtotaal     | 71         | 5          | 5     | 0     | 0               | 0               | 0       | 0       | 76     | 5      |
| 2008/09        | AZ             | Vlag van Nederland | Eredivisie     | 22         | 1          | 2     | 0     | —               | —               | —       | —       | 24     | 1      |
| 2009/10        | AZ             | Vlag van Nederland | Eredivisie     | 28         | 1          | 2     | 0     | 5               | 0               | 1       | 0       | 36     | 1      |
| 2010/11        | AZ             | Vlag van Nederland | Eredivisie     | 29         | 0          | 3     | 0     | 8               | 0               | —       | —       | 40     | 0      |
| 2011/12        | AZ             | Vlag van Nederland | Eredivisie     | 30         | 1          | 5     | 1     | 14              | 1               | —       | —       | 49     | 3      |
| 2012/13        | AZ             | Vlag van Nederland | Eredivisie     | 2          | 0          | 0     | 0     | 0               | 0               | —       | —       | 2      | 0      |
| Clubtotaal     | Clubtotaal     | Clubtotaal         | Clubtotaal     | 111        | 3          | 12    | 1     | 27              | 1               | 1       | 0       | 151    | 5      |
| 2012/13        | Ajax           | Vlag van Nederland | Eredivisie     | 29         | 4          | 4     | 0     | 8               | 2               | 0       | 0       | 41     | 6      |
| 2013/14        | Ajax           | Vlag van Nederland | Eredivisie     | 23         | 1          | 4     | 0     | 5               | 0               | 1       | 0       | 33     | 1      |
| 2014/15        | Ajax           | Vlag van Nederland | Eredivisie     | 25         | 0          | 0     | 0     | 5               | 0               | 1       | 0       | 31     | 0      |
| Clubtotaal1    | Clubtotaal1    | Clubtotaal1        | Clubtotaal1    | 77         | 5          | 8     | 0     | 18              | 2               | 2       | 0       | 105    | 7      |
| 2015/16        | Sampdoria      | Vlag van Italië    | Serie A        | 22         | 0          | 1     | 0     | 0               | 0               | —       | —       | 23     | 0      |
| Clubtotaal     | Clubtotaal     | Clubtotaal         | Clubtotaal     | 22         | 0          | 1     | 0     | 0               | 0               | 0       | 0       | 23     | 0      |
| 2016/17        | Werder Bremen  | Vlag van Duitsland | Bundesliga     | 30         | 0          | 1     | 0     | 0               | 0               | —       | —       | 31     | 0      |
| 2017/18        | Werder Bremen  | Vlag van Duitsland | Bundesliga     | 25         | 2          | 3     | 0     | 0               | 0               | —       | —       | 28     | 2      |
| 2018/19        | Werder Bremen  | Vlag van Duitsland | Bundesliga     | 30         | 0          | 4     | 0     | 0               | 0               | —       | —       | 34     | 0      |
| 2019/20        | Werder Bremen  | Vlag van Duitsland | Bundesliga     | 22         | 0          | 3     | 1     | 0               | 0               | 1       |         | 26     | 1      |
| 2020/21        | Werder Bremen  | Vlag van Duitsland | Bundesliga     | 18         | 0          | 5     | 0     | 0               | 0               | 0       | 0       | 23     | 0      |
| Clubtotaal     | Clubtotaal     | Clubtotaal         | Clubtotaal     | 125        | 2          | 16    | 1     | 0               | 0               | 1       | 0       | 142    | 3      |
| 2021           | Malmö FF       | Vlag van Zweden    | Allsvenskan    | 9          | 0          | 0     | 0     | 8               | 0               | —       | —       | 17     | 0      |
| 2022           | Malmö FF       | Vlag van Zweden    | Allsvenskan    | 8          | 0          | 4     | 1     | 9               | 1               | —       | —       | 21     | 2      |
| 2023           | Malmö FF       | Vlag van Zweden    | Allsvenskan    | 9          | 0          | 1     | 0     | 0               | 0               | —       | —       | 10     | 0      |
| Carrièretotaal | Carrièretotaal | Carrièretotaal     | Carrièretotaal | 449        | 15         | 47    | 3     | 62              | 4               | 4       | 0       | 565    | 22     |

1 N.B. Dit betreft een clubtotaal, dus een totaal van beide periodes bij AFC Ajax.

## Interlandcarrière

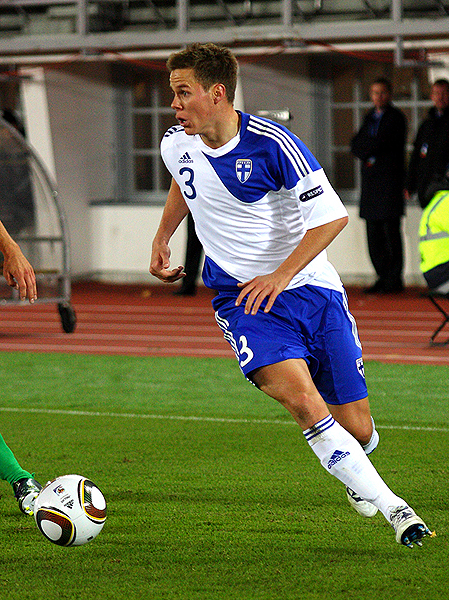
Moisander in actie voor het Fins voetbalelftal.

Moisander maakte zijn debuut voor het Finse voetbalelftal op 29 mei 2008 in een vriendschappelijke wedstrijd uit tegen Turkije (0-2), net als doelman Otto Fredrikson en aanvaller Berat Sadik. Moisander viel in de 82ste minuut in voor Toni Kallio. In zijn zevende interland tegen Wales wist Moisander ook te scoren voor het Finse nationale voetbalelftal. Zijn doelpunt viel in de 77ste minuut en bleek later het winnende doelpunt te zijn in de wedstrijd die eindigde in (2-1). In zijn 20ste interland werd Moisander aanvoerder van het Finse nationale voetbalelftal. In de interlands die daarna voor hem volgden was hij ook aanvoerder.
| Interlands van Niklas Moisander voor Finland | Interlands van Niklas Moisander voor Finland | Interlands van Niklas Moisander voor Finland | Interlands van Niklas Moisander voor Finland | Interlands van Niklas Moisander voor Finland | Interlands van Niklas Moisander voor Finland |
| №                                            | Datum                                        | Wedstrijd                                    | Uitslag                                      | Competitie                                   | Doelpunten                                   |
| Als speler bij FC Zwolle                     | Als speler bij FC Zwolle                     | Als speler bij FC Zwolle                     | Als speler bij FC Zwolle                     | Als speler bij FC Zwolle                     | Als speler bij FC Zwolle                     |
| -------------------------------------------- | -------------------------------------------- | -------------------------------------------- | -------------------------------------------- | -------------------------------------------- | -------------------------------------------- |
| 1.                                           | 29 mei 2008                                  | Finland – Turkije                            | 0 – 2                                        | Vriendschappelijk                            |                                              |
| Als speler bij AZ                            |                                              |                                              |                                              |                                              |                                              |
| 2.                                           | 19 november 2008                             | Zwitserland – Finland                        | 1 – 0                                        | Vriendschappelijk                            |                                              |
| 3.                                           | 10 juni 2009                                 | Finland – Rusland                            | 0 – 3                                        | Kwalificatie WK 2010                         |                                              |
| 4.                                           | 12 augustus 2009                             | Zweden – Finland                             | 1 – 0                                        | Vriendschappelijk                            |                                              |
| 5.                                           | 5 september 2009                             | Azerbeidzjan – Finland                       | 1 – 2                                        | Kwalificatie WK 2010                         |                                              |
| 6.                                           | 9 september 2009                             | Liechtenstein – Finland                      | 1 – 1                                        | Kwalificatie WK 2010                         |                                              |
| 7.                                           | 10 oktober 2009                              | Finland – Wales                              | 2 – 1                                        | Kwalificatie WK 2010                         | 77'                                          |
| 8.                                           | 14 oktober 2009                              | Duitsland – Finland                          | 1 – 1                                        | Kwalificatie WK 2010                         |                                              |
| 9.                                           | 3 maart 2010                                 | Malta – Finland                              | 1 – 2                                        | Vriendschappelijk                            |                                              |
| 10.                                          | 21 mei 2010                                  | Estland – Finland                            | 2 – 0                                        | Vriendschappelijk                            |                                              |
| 11.                                          | 29 mei 2010                                  | Polen – Finland                              | 0 – 0                                        | Vriendschappelijk                            |                                              |
| 12.                                          | 11 augustus 2010                             | Finland – België                             | 1 – 0                                        | Vriendschappelijk                            |                                              |
| 13.                                          | 3 september 2010                             | Moldavië – Finland                           | 2 – 0                                        | Kwalificatie EK 2012                         |                                              |
| 14.                                          | 7 september 2010                             | Nederland – Finland                          | 2 – 1                                        | Kwalificatie EK 2012                         |                                              |
| 15.                                          | 12 oktober 2010                              | Finland – Hongarije                          | 1 – 2                                        | Kwalificatie EK 2012                         |                                              |
| 16.                                          | 17 november 2010                             | Finland – San Marino                         | 8 – 0                                        | Kwalificatie EK 2012                         |                                              |
| 17.                                          | 9 februari 2011                              | België – Finland                             | 1 – 1                                        | Vriendschappelijk                            |                                              |
| 18.                                          | 3 juni 2011                                  | San Marino – Finland                         | 0 – 1                                        | Kwalificatie EK 2012                         |                                              |
| 19.                                          | 7 juni 2011                                  | Zweden – Finland                             | 5 – 0                                        | Kwalificatie EK 2012                         |                                              |
| 20.                                          | 10 augustus 2011                             | Letland – Finland                            | 0 – 2                                        | Vriendschappelijk                            |                                              |
| 21.                                          | 2 september 2011                             | Finland – Moldavië                           | 4 – 1                                        | Kwalificatie EK 2012                         |                                              |
| 22.                                          | 6 september 2011                             | Finland – Nederland                          | 0 – 2                                        | Kwalificatie EK 2012                         |                                              |
| 23.                                          | 7 oktober 2011                               | Finland – Zweden                             | 1 – 2                                        | Kwalificatie EK 2012                         |                                              |
| 24.                                          | 11 oktober 2011                              | Hongarije – Finland                          | 0 – 0                                        | Kwalificatie EK 2012                         |                                              |
| 25.                                          | 15 november 2011                             | Denemarken – Finland                         | 2 – 1                                        | Vriendschappelijk                            |                                              |
| 26.                                          | 29 februari 2012                             | Oostenrijk – Finland                         | 3 – 1                                        | Vriendschappelijk                            |                                              |
| 27.                                          | 15 augustus 2012                             | Noord-Ierland – Finland                      | 3 – 3                                        | Vriendschappelijk                            |                                              |
| Als speler bij Ajax                          |                                              |                                              |                                              |                                              |                                              |
| 28.                                          | 7 september 2012                             | Finland – Frankrijk                          | 0 – 1                                        | Kwalificatie WK 2014                         |                                              |
| 29.                                          | 11 september 2012                            | Tsjechië – Finland                           | 0 – 1                                        | Vriendschappelijk                            |                                              |
| 30.                                          | 12 oktober 2012                              | Finland – Georgië                            | 1 – 1                                        | Kwalificatie WK 2014                         |                                              |
| 31.                                          | 6 februari 2013                              | Israël – Finland                             | 2 – 1                                        | Vriendschappelijk                            |                                              |
| 32.                                          | 22 maart 2013                                | Spanje – Finland                             | 1 – 1                                        | Kwalificatie WK 2014                         |                                              |
| 33.                                          | 26 maart 2013                                | Luxemburg – Finland                          | 0 – 3                                        | Vriendschappelijk                            |                                              |
| 34.                                          | 11 juni 2013                                 | Wit-Rusland – Finland                        | 1 – 1                                        | Kwalificatie WK 2014                         |                                              |
| 35.                                          | 14 augustus 2013                             | Finland – Slovenië                           | 2 – 0                                        | Vriendschappelijk                            | 35'                                          |
| 36.                                          | 6 september 2013                             | Finland – Spanje                             | 0 – 2                                        | Kwalificatie WK 2014                         |                                              |
| 37.                                          | 10 september 2013                            | Georgië – Finland                            | 0 – 1                                        | Kwalificatie WK 2014                         |                                              |
| 38.                                          | 16 november 2013                             | Wales – Finland                              | 1 – 1                                        | Vriendschappelijk                            |                                              |
| 39.                                          | 5 maart 2014                                 | Honduras – Finland                           | 1 – 2                                        | Vriendschappelijk                            |                                              |
| 40.                                          | 21 mei 2014                                  | Finland – Tsjechië                           | 2 – 2                                        | Vriendschappelijk                            |                                              |
| 41.                                          | 29 mei 2014                                  | Litouwen – Finland                           | 1 – 0                                        | Vriendschappelijk                            |                                              |
| 42.                                          | 31 mei 2014                                  | Finland – Estland                            | 2 – 0                                        | Vriendschappelijk                            |                                              |
| 43.                                          | 7 september 2014                             | Faeröer – Finland                            | 1 – 3                                        | Kwalificatie EK 2016                         |                                              |
| 44.                                          | 11 oktober 2014                              | Finland – Griekenland                        | 1 – 1                                        | Kwalificatie EK 2016                         |                                              |
| 45.                                          | 14 oktober 2014                              | Finland – Roemenië                           | 0 – 2                                        | Kwalificatie EK 2016                         |                                              |
| 46.                                          | 14 november 2014                             | Hongarije – Finland                          | 1 – 0                                        | Kwalificatie EK 2016                         |                                              |
| 47.                                          | 18 november 2014                             | Slowakije – Finland                          | 2 – 1                                        | Vriendschappelijk                            |                                              |
| 48.                                          | 29 maart 2015                                | Noord-Ierland – Finland                      | 2 – 1                                        | Kwalificatie EK 2016                         |                                              |
| 49.                                          | 9 juni 2015                                  | Finland – Estland                            | 0 – 2                                        | Vriendschappelijk                            |                                              |
| 50.                                          | 13 juni 2015                                 | Finland – Hongarije                          | 0 – 1                                        | Kwalificatie EK 2016                         |                                              |
| Als speler bij Sampdoria                     |                                              |                                              |                                              |                                              |                                              |
| 51.                                          | 8 oktober 2015                               | Roemenië – Finland                           | 1 – 1                                        | Kwalificatie EK 2016                         |                                              |

Bijgewerkt t/m 8 oktober 2015

## Erelijst
| Competitie           |        |                  |    |    |
| Competitie           | Aantal | Jaren            |    |    |
| AZ                   | AZ     | AZ               | AZ | AZ |
| -------------------- | ------ | ---------------- | -- | -- |
| Kampioen Eredivisie  | 1x     | 2008/09          |    |    |
| Johan Cruijff Schaal | 1x     | 2009             |    |    |
| Ajax                 |        |                  |    |    |
| Kampioen Eredivisie  | 2x     | 2012/13, 2013/14 |    |    |
| Johan Cruijff Schaal | 1x     | 2013             |    |    |

Individueel
| Prijs                        | Aantal | Jaren      |
| ---------------------------- | ------ | ---------- |
| Finland                      |        |            |
| Fins voetballer van het jaar | 2x     | 2012, 2013 |